# Ludwig Marckert

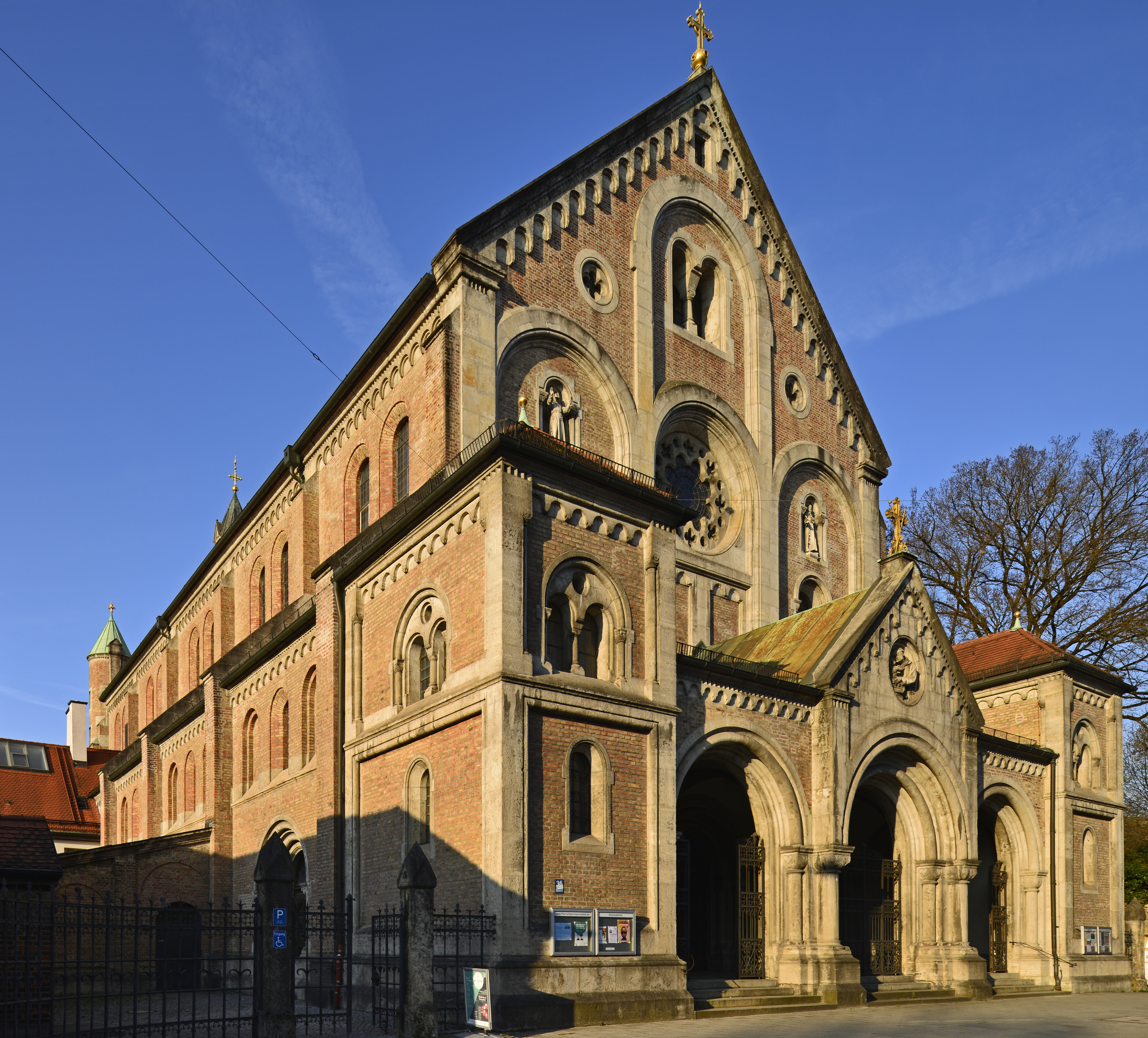
St. Anton, München-Isarvorstadt

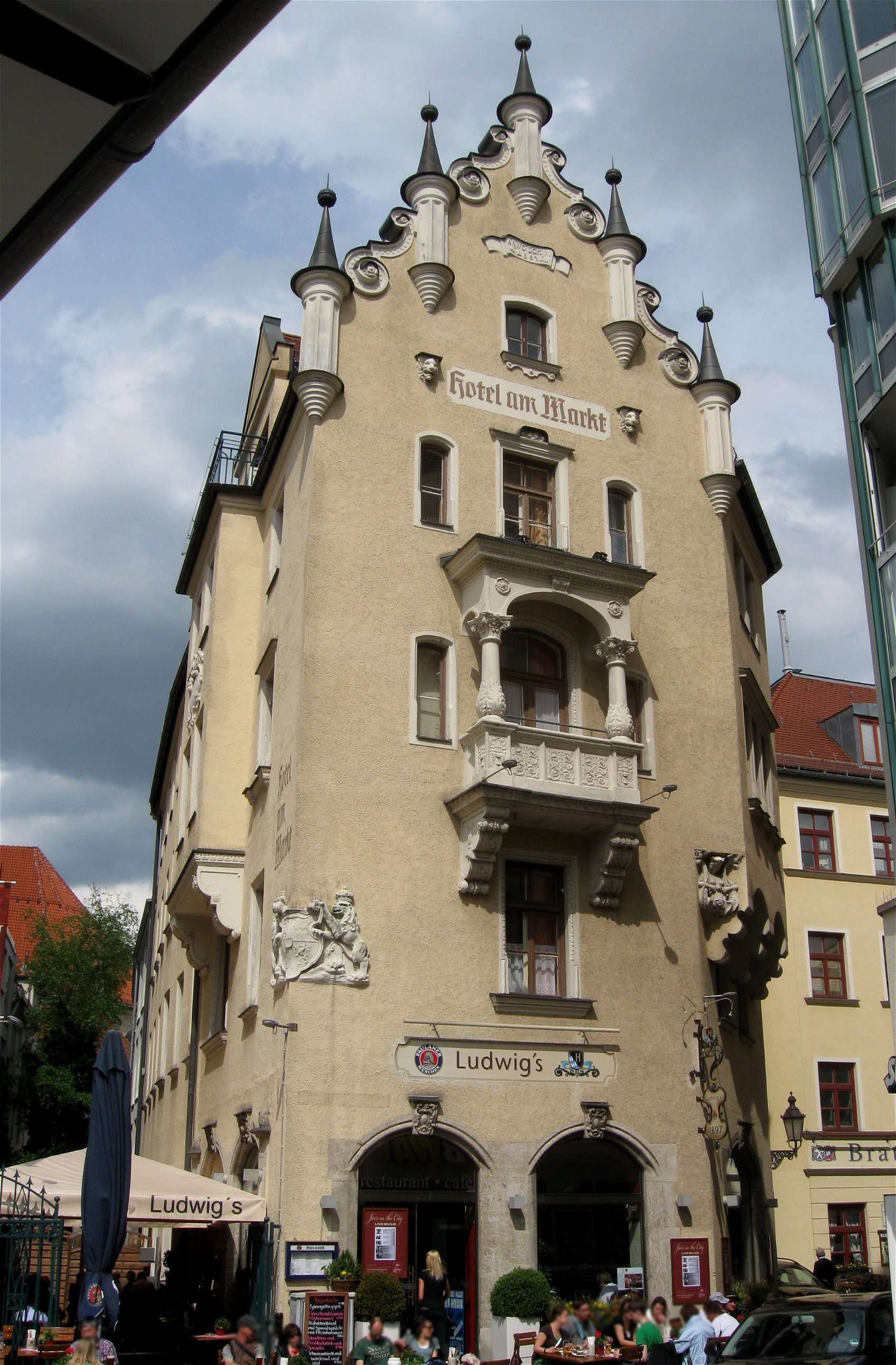
Heiliggeiststraße 6, Münchner Altstadt

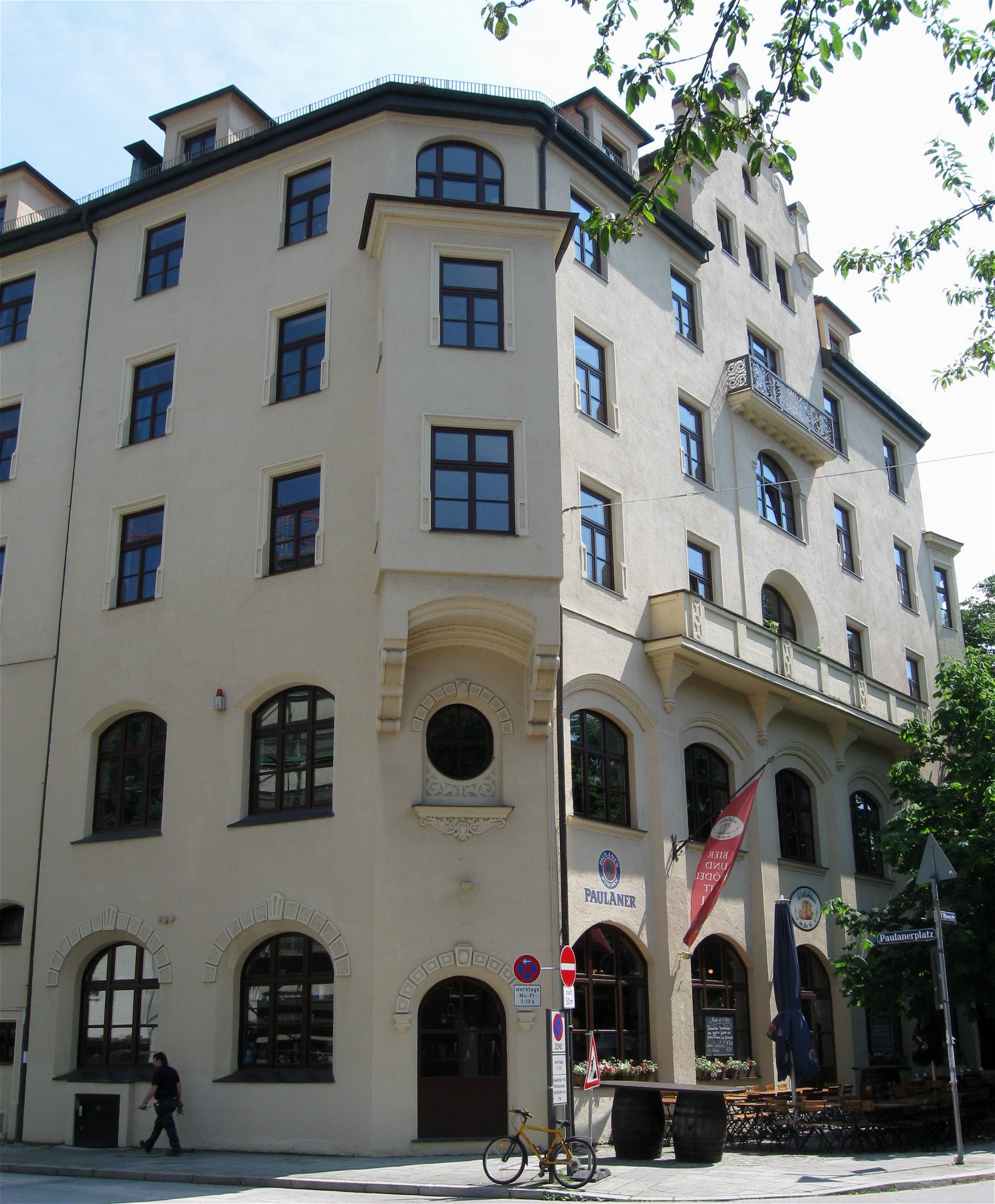
Lilienstraße 51; Paulaner ehemals Wagnerbräu, deutsche Renaissance, 1900

Ludwig Marckert (* 18. November 1850 in Regensburg; † 24. September 1904 in München) war ein deutscher Architekt.

## Leben
Ludwig Marckert studierte an der Technischen Hochschule München Architektur. 1872 wurde er Mitglied des Corps Germania München. Nach dem Studium wirkte er als Architekt in München. Er baute überwiegend Mehrfamilienwohnhäuser im Stil der Neorenaissance und des Neobarocks. Sein größtes Bauwerk, die Katholische Pfarrkirche St. Anton, plante er im neuromanischen Stil. Marckert war königlich bayerischer Leutnant der Reserve.

## Bauten in München
- 1887: Mehrfamilienwohnhaus St.-Anna-Platz 2, Lehel (Fassadengestaltung durch Gabriel von Seidl; unter Denkmalschutz[2])
- 1888–1889: Mehrfamilienwohnhaus-Gruppe Rosenheimer Straße 12–16, Au (zusammen mit Franz Lindauer; unter Denkmalschutz[3])
- 1889: Mehrfamilienwohnhaus Waltherstraße 12, Isarvorstadt (unter Denkmalschutz[4])
- 1893–1895: Kirche St. Anton, Isarvorstadt (unter Denkmalschutz[5])
- 1897: Mehrfamilienwohnhaus Heiliggeiststraße 6, Altstadt (später zum Hotel umgenutzt; unter Denkmalschutz[6])
- 1900: ehemals Wagnerbräu, Paulaner „Wirtshaus in der Au“, Lilienstraße 51, Au (unter Denkmalschutz[7])
- 1903: Mehrfamilienwohnhaus Lindwurmstraße 149, Isarvorstadt[8]

## Galerie
Auswahl von Mehrfamilienwohnhäusern in München

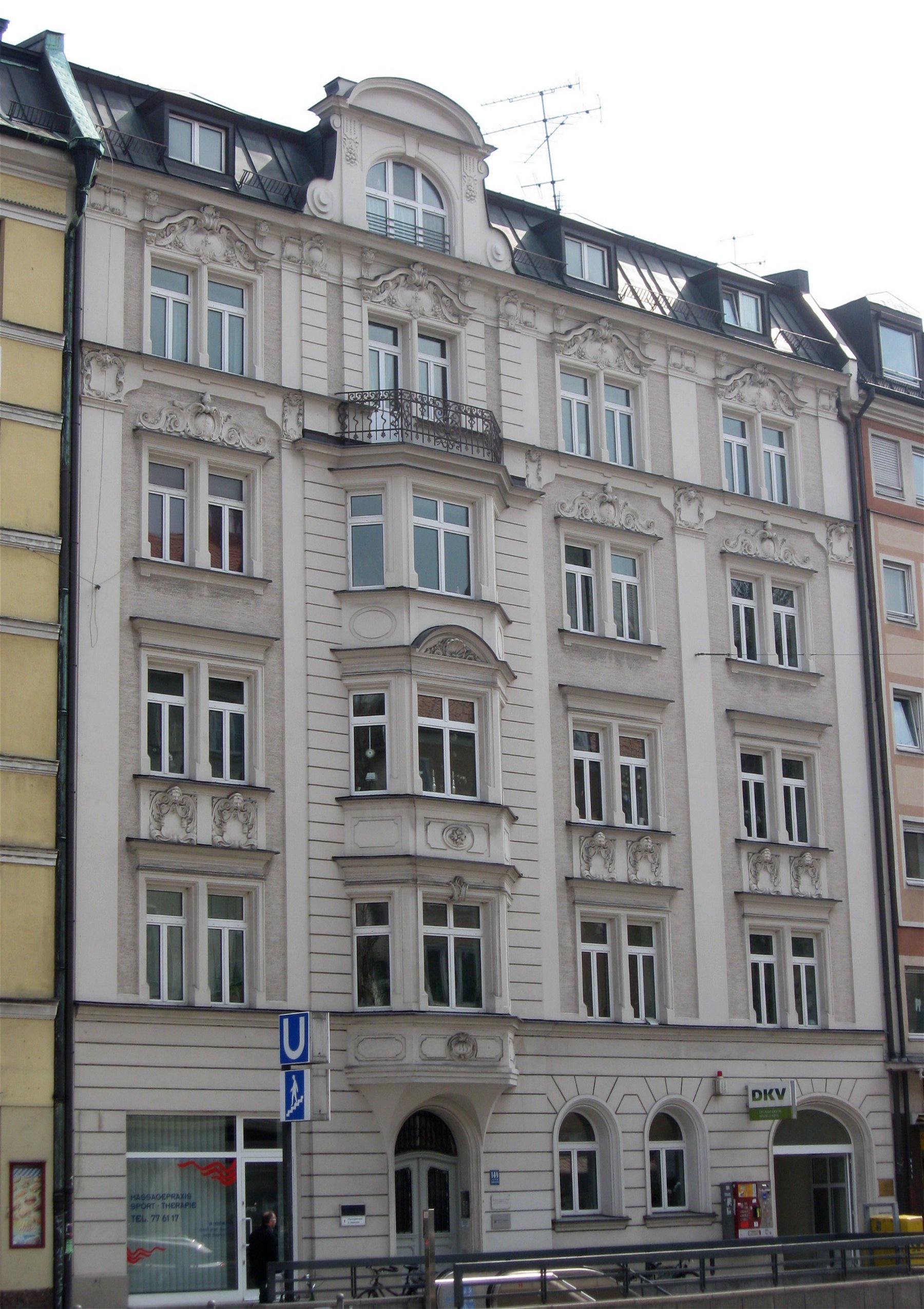
Haus Lindwurmstr. 149
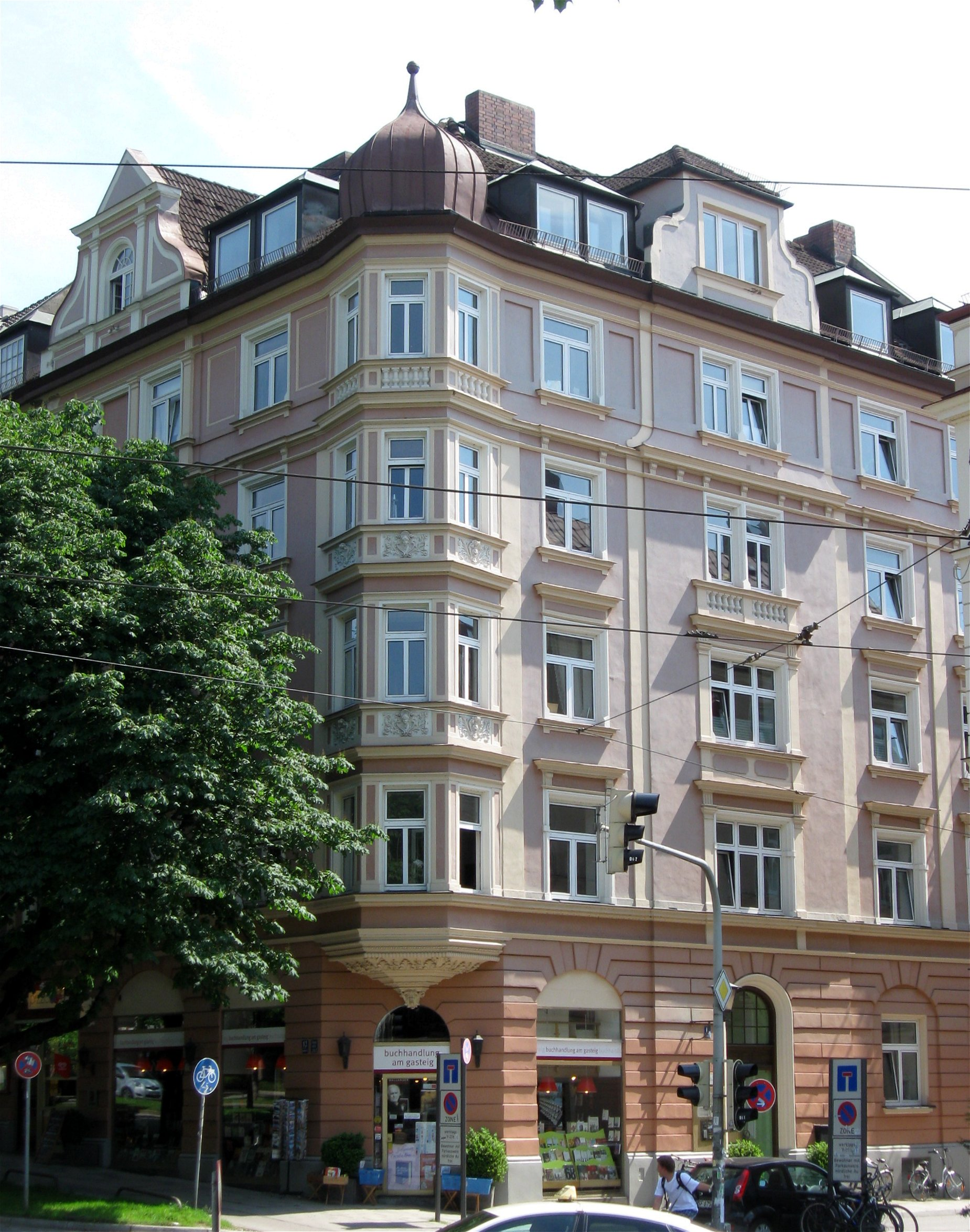
Haus Rosenheimer Str. 12
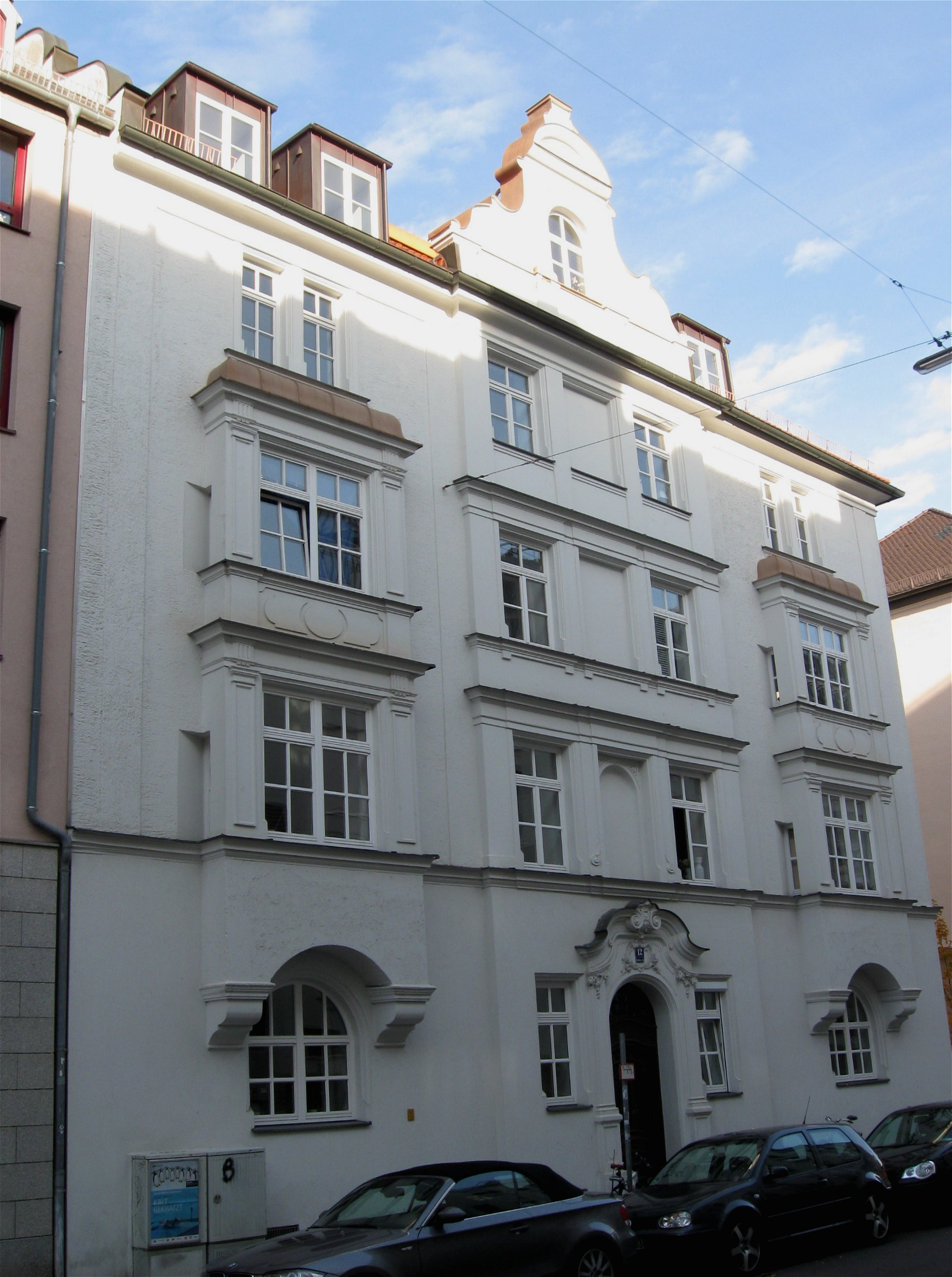
Haus Waltherstr. 12
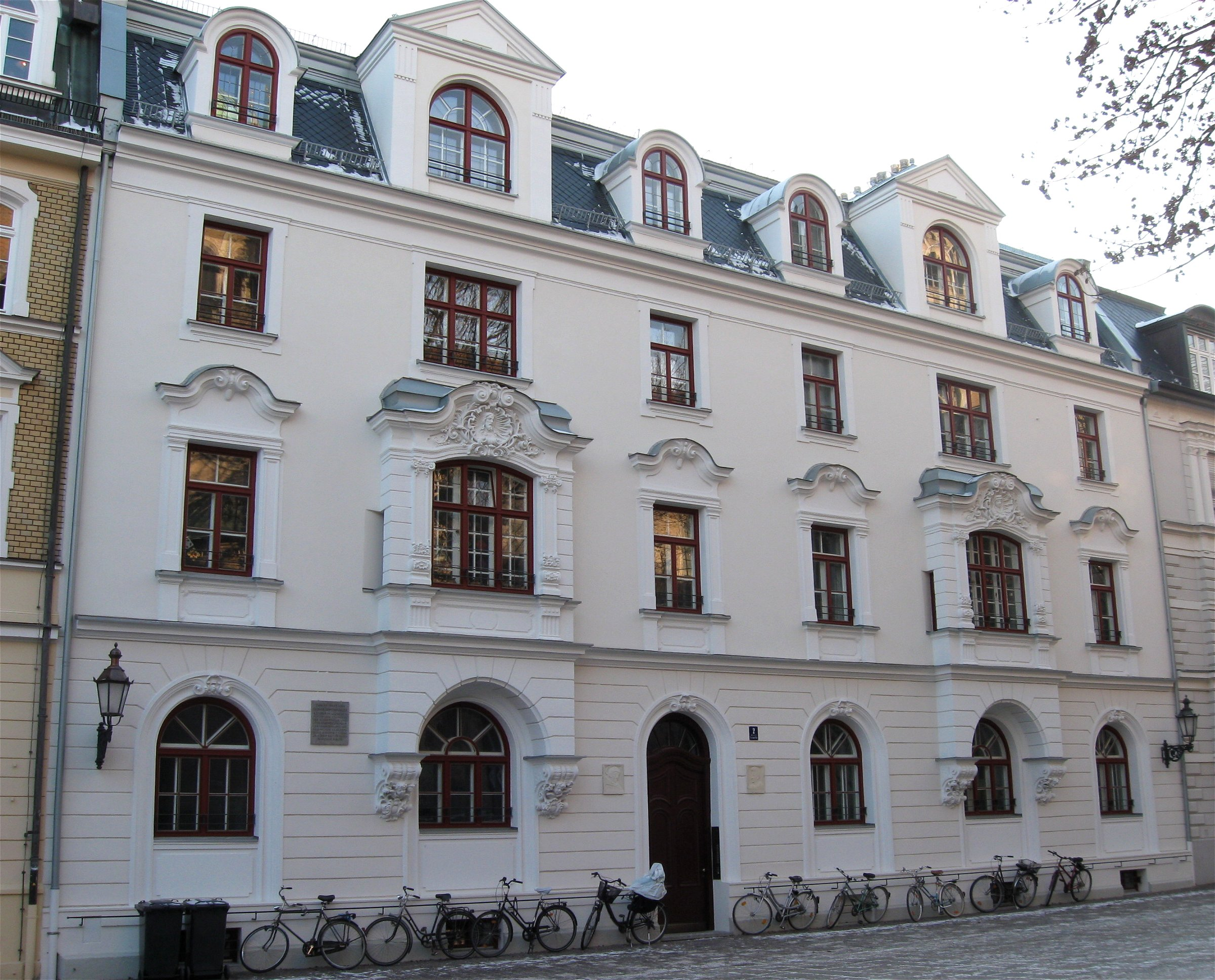
Haus St. Anna-Platz 2 (Fassadenentwurf von Gabriel von Seidl)